# Witkopgier
De witkopgier (Trigonoceps occipitalis) is een roofvogel uit de familie Accipitridae (Havikachtigen) en de groep van de gieren van de Oude Wereld. Het is een ernstig bedreigde, endemische vogelsoort uit Afrika.

## Kenmerken

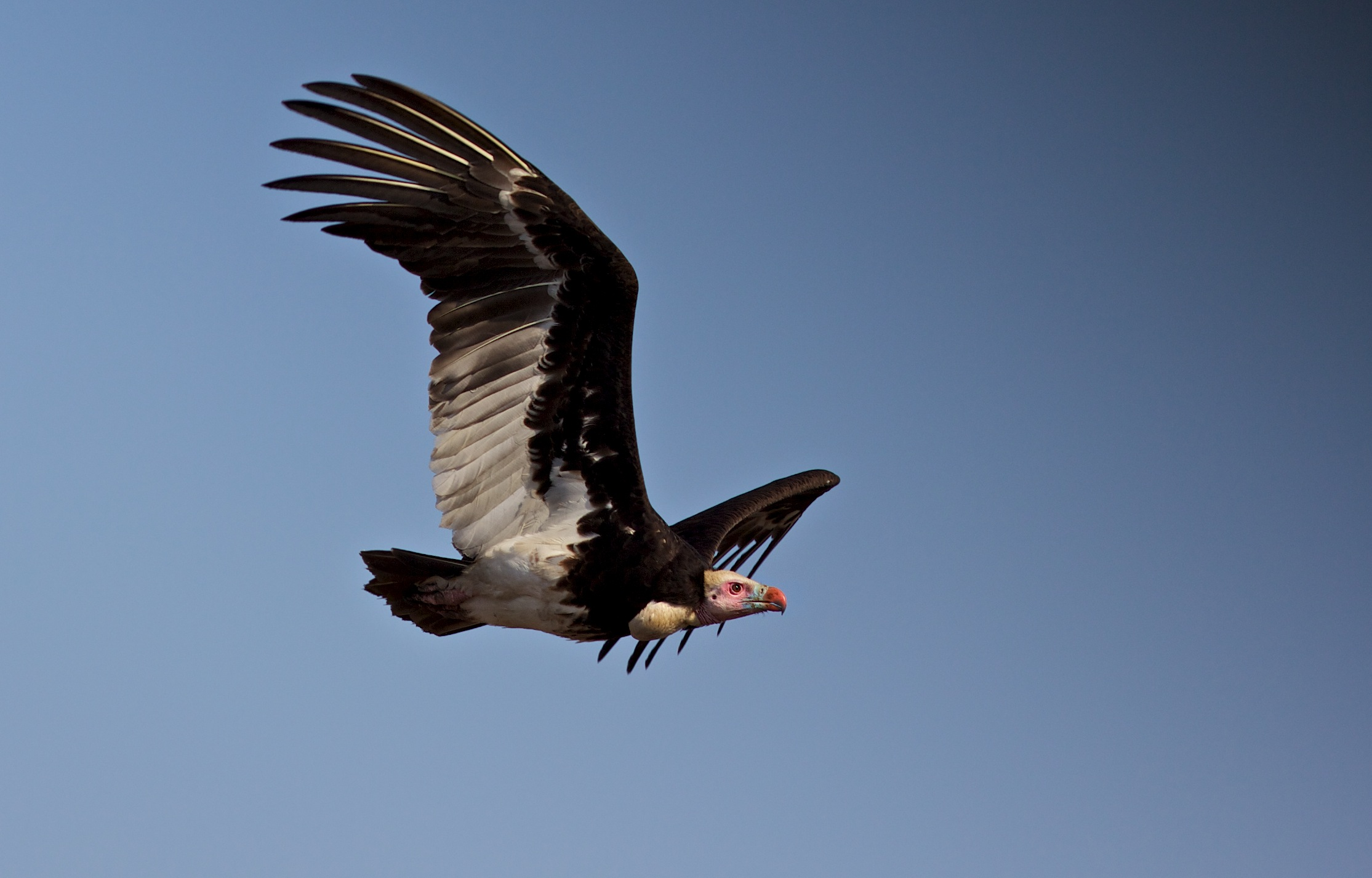
Vliegende witkopgier in het Nationaal park Kruger, Zuid-Afrika.

De witkopgier is een middelgrote gier, 72 tot 85 cm lang en een spanwijdte van 207 tot 230 cm. Volwassen vogels hebben een roze snavel, een bleek gekleurde naakte huid rond het oog en een witte kuif op de kop. Het lichaam is verder bruinzwart met een zwarte staart. het verenkleed op de buik en bij de poten (de "dijen") is wit.

## Verspreiding en leefgebied
De witkopgier komt voor in half open, droog, gedeeltelijk bebost landschap, ver van menselijke bewoning, meestal in laagland, maar in Ethiopië en Kenia ook in berggebieden tot op 4000 m boven de zeespiegel. De grootte van de populatie wordt geschat op 10.000 tot 20.000 individuen en loopt steeds verder achteruit.

## Status
Een belangrijke oorzaak van deze afname is de achteruitgang in aantallen middelgrote prooidieren, zowel wilde hoefdieren als landbouwhuisdieren (zoals geiten) van dit formaat. Verder lijdt deze gier door het uitleggen van vergiftigde kadavers, bedoeld om jakhalzen en leeuwen te doden die de veestapel van kleine veehouders bedreigen. In 2015 werd door BirdLife International een zeer sterke achteruitgang in aantallen geconstateerd in de laatste 45 jaar. Om deze redenen staat de witkopgier sinds 2015 als ernstig bedreigd (kritiek) op de Rode Lijst van de IUCN (in 2012 had deze gier nog de status kwetsbaar).